# Richard Wetz

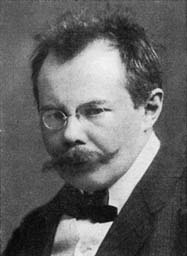
Richard Wetz

Richard Wetz, född 26 februari 1875 i Gleiwitz, Oberschlesien, död 16 januari 1935 i Erfurt, var en tysk dirigent och tonsättare.
Wetz studerade i Leipzig, verkade som teaterkapellmästare samt konsert- och kördirigent i Erfurt och från 1916 som lärare vid musikskolan i Weimar och ledare för en madrigalkör. Hans av Franz Liszt och Anton Bruckner påverkade verk omfattar symfonier, ett par operor, körverk, några stråkkvartetter, talrika sånger och pianostycken. Han skrev även böcker om Bruckner (1922) och Liszt (1925) samt om Ludwig van Beethoven (1927).